# 机走线

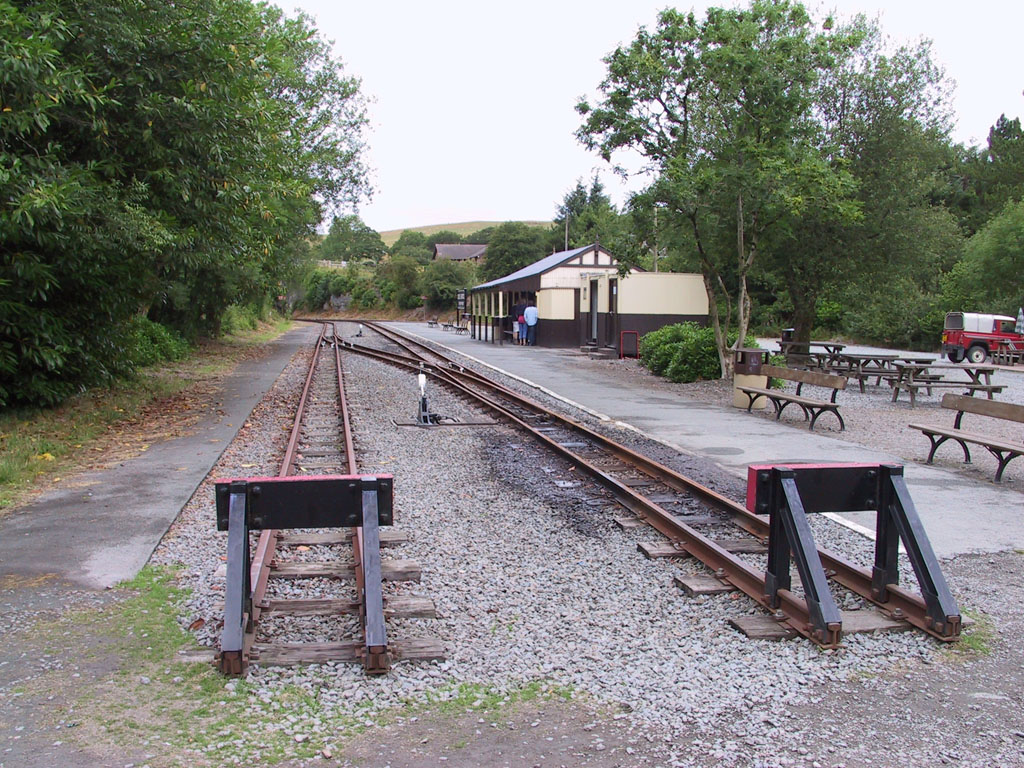
終點站的折返股道便是机走线。

终端车站的机走线使用原理

机走线或機迴線，全称机车走行线或機車迴送線，是指铁路车站或地鐵站场内用于机车或客運列車转场或折返的铁道。一些尽头站（例如中国国家铁路集团的青岛站与北京站）也设置有机走线，供终到的旅客列车的牵引机车返回机务段。
此外在中国，也有机待线，是在横列式区段站的非机务段端的咽喉区和纵列式区段站上机务段对侧到发场出发一端设置的供机车进入、停留的线路。通常为尽头式，也可为贯通式。机待线的有效长度：尽头式45米，在困难条件下不应小于牵引机车长度加10米；贯通式应采用55米，在困难条件下，不应小于牵引机车长度加20米。双机牵引时，上述有效长度应另加１台机车长度。

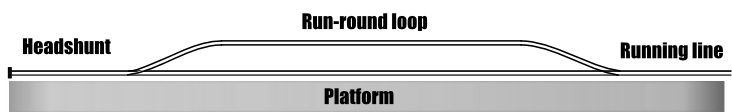
机待线（Headshunt）与机走线（Run-round loop）